# Monti Reatini
I Monti Reatini rappresentano l'insieme di gruppi montuosi adiacenti dell'Appennino centrale, appartenenti alla dorsale occidentale dell'Appennino abruzzese, ubicati principalmente nel Lazio settentrionale-orientale, nella provincia di Rieti, che interessano tutta l'Alta Sabina, rappresentando e il confine settentrionale. Si tratta sostanzialmente delle cime e dei gruppi montuosi che contornano e includono il massiccio del Terminillo e sono delimitati dalla valle del fiume Nera (Valnerina) a nord-ovest, dall'altopiano di Leonessa a nord, il fiume Velino a nord-est e est,, i Monti Sabini a ovest, i Monti del Cicolano ad est, e la piana di Rieti a sud. Si trovano nella parte occidentale dell'Appennino umbro-marchigiano.

## Descrizione

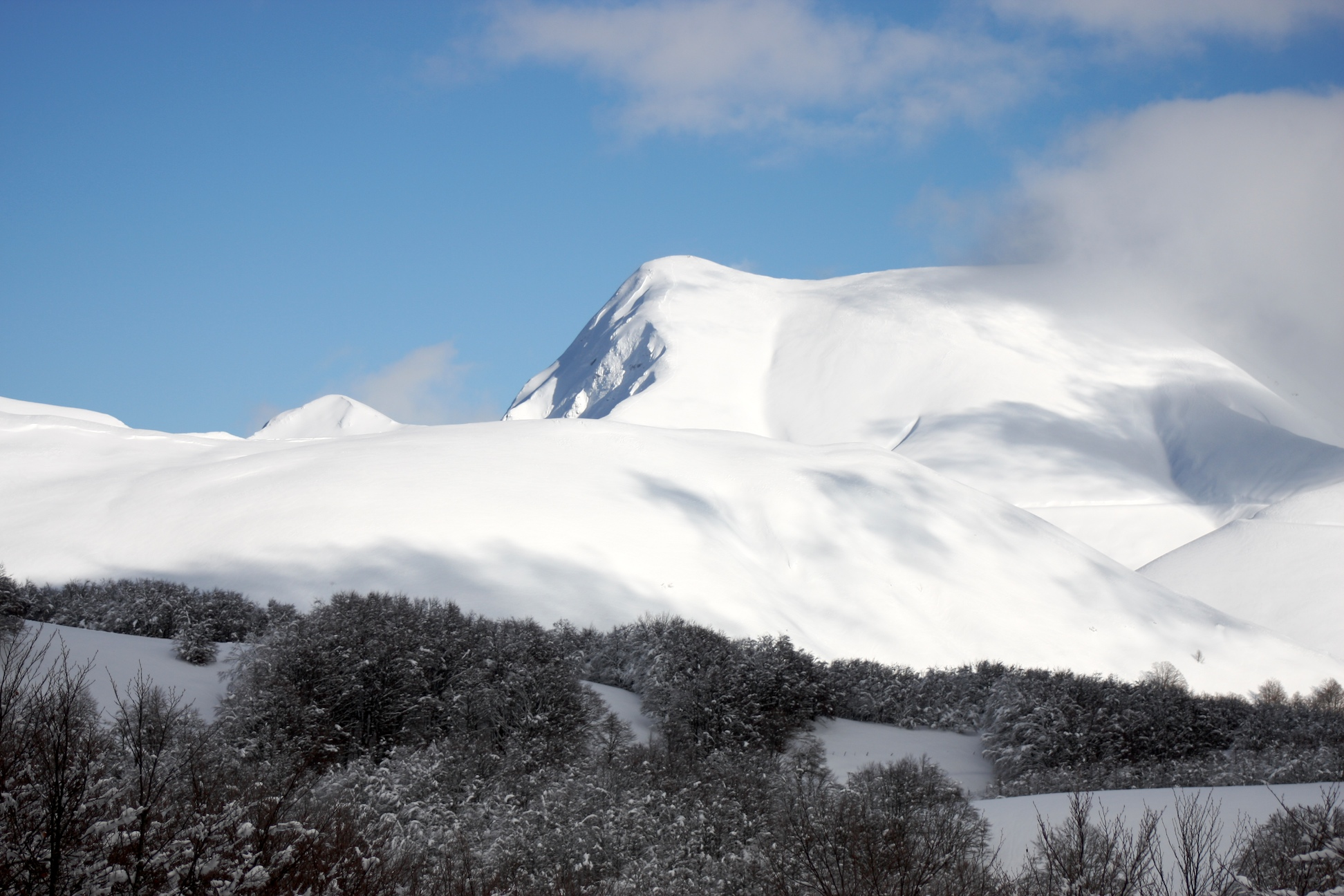
Monte Elefante

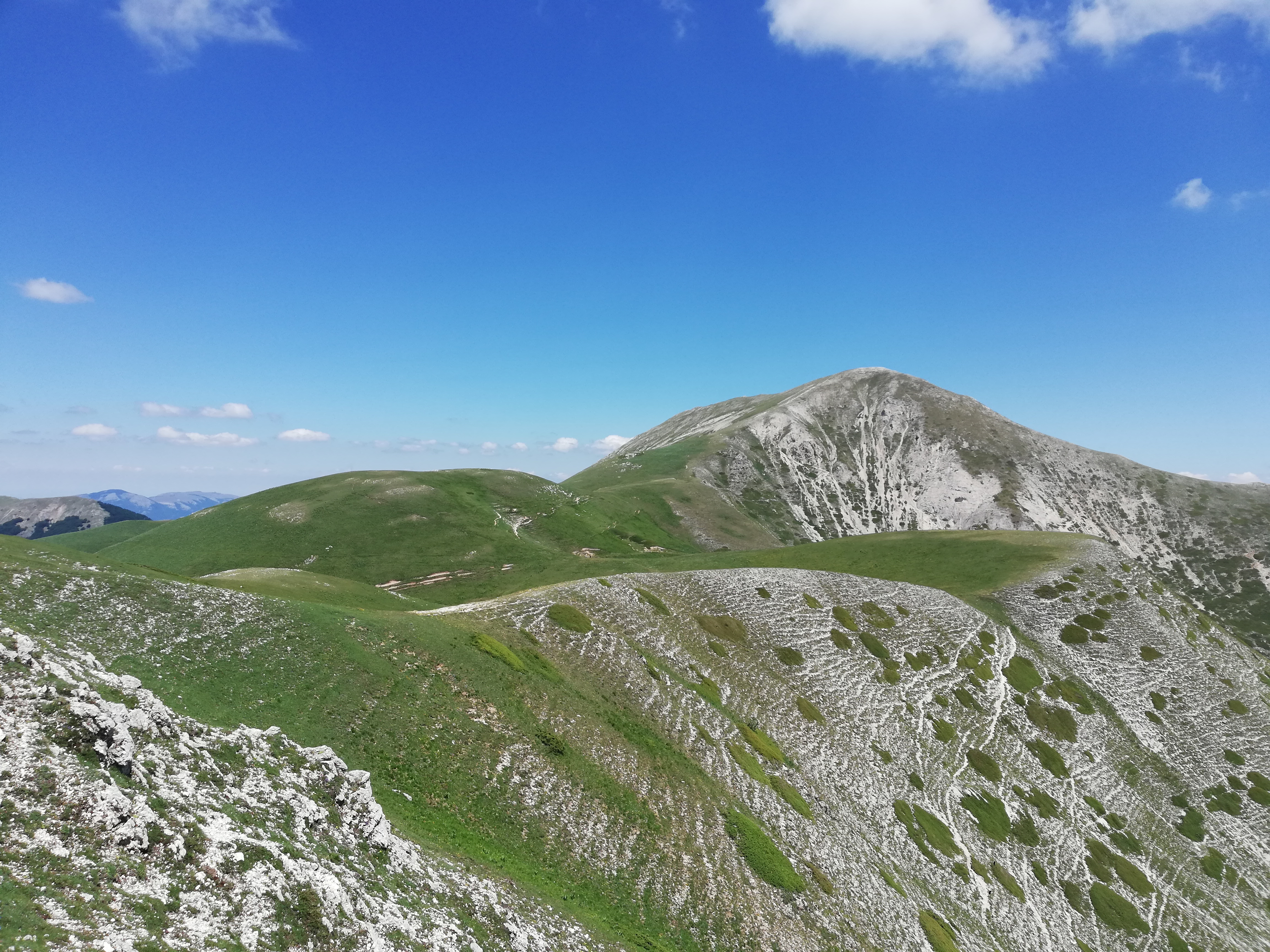
Monte di Cambio

I gruppi montuosi interessati sono quello del Monte Terminillo (2217 m), sede di impianti sciistici e meta prediletta del turismo invernale per i cittadini romani, i Monti di Poggio Bustone, i Monti di Morro Reatino, i Monti di Cantalice e i Monti di Leonessa, i Monti di Cittareale, Antrodoco e Posta. Le cime principali sono:
- - Monte Terminillo - 2.217 m
  - Cresta Sassetelli - 2.139 m
  - Monte Terminilletto - 2.104 m
  - Monte Terminilluccio - 1.864 m
  - Monte di Cambio - 2 081 m
  - Monte Elefante - 2 017 m
  - Monte Valloni - 2 003,7 m
  - Monte I Porcini - 1 981,6 m
  - Cima di Prato Cristoforo - 1 975
  - Monte il Brecciaro - 1 954 m
  - Buco del Merlo - 1 876,9 m
  - Monte Ritornello - 1 872,5 m
  - Monte Iacci - 1 851,4 m
  - Monte Macchialaveta - 1 824 m
  - Colle Prato Pecoraro - 1 817,2 m
  - Monte Costa Acera - 1 791,5 m
  - Monte Tilia - 1 775 m
  - Monte Arcioni - 1 754,8 m
  - Colle Leporino - 1 753 m
  - Colle Leprino - 1 747,1 m
  - Monte Corno - 1 735 m
  - Monte Caromano - 1 706,7 m
  - Colle Tavola - 1 696 m
  - Colle delle Scangive - 1 688,5 m
  - Cima d'Arme - 1 678 m
  - Forca di Fao - 1 662,6 m
  - Monte Cavallo - 1 653,3 m
  - Collelungo - 1 651,9 m
  - Monte Fazzolettone - 1 621,7 m
  - Monte Nocella - 1 618,7 m
  - Cima di Monte - 1 614,4 m
  - Colle delle Porrare - 1 603,2 m
  - Colle Roseti - 1 586,7 m
  - Monte Lepre - 1 564,7 m
  - Monte La Cerasa - 1 552,6 m
  - Colle del Termine - 1 544,8 m
  - Collelungo - 1 505,6 m
  - Monte Rosato - 1 504 m